# Ökofeszt
Az Ökofeszt egy fesztivál volt a környezetbarát ötletek ünneplésére Magyarországon. Az első Ökofesztet a Védegylet és Zöld Fiatalok szervezték 2005. április 15-16-án Budapesten.
A fesztivál szlogenje a Lehet más a politika volt, ami 2009-ben névadó politikai párt megalakulásához vezetett. A Lehet Más a Politika lehetőséget kapott a Országgyűlésben a 2010-es parlamenti választásokon. A fesztivál fő kérdései a környezetvédelem, a fenntartható fejlődés és a korrupció elleni küzdelem volt a jelenlegi magyar politikai elitben. A párt nyilvános arca Schiffer András lett, aki 2005-ben az első Ökofeszten beszédet mondott, és a Magyar Állampolgári Jogi Unió tagja volt.

## Előadások
| Év   | Város    | Előadó |
| ---- | -------- | --- |
| 2005 | Budapest | - Schiffer András (a politika volt képviselője más lehet) - Majtényi László (ügyvéd) - Elek István (író) - Rauschenberger Péter (filozófus) - Lányi András (író) |

## Koncertek
| Év   | Város    | Előadó                                                                                 |
| ---- | -------- | -------------------------------------------------------------------------------------- |
| 2005 | Budapest | - Kaukázus - Besh o drom - Fakutya táncház - Dawnstar - Tanu Tuva - Egy Kis Erzsi Zene |

## Fordítás
Ez a szócikk részben vagy egészben  az   Ökofeszt című angol Wikipédia-szócikk ezen változatának fordításán alapul.  Az eredeti cikk szerkesztőit annak laptörténete sorolja fel. Ez a jelzés csupán a megfogalmazás eredetét és a szerzői jogokat jelzi, nem szolgál a cikkben szereplő információk forrásmegjelöléseként.